# Adaeulum monticola
Adaeulum monticola is een hooiwagen uit de familie Triaenonychidae. De wetenschappelijke naam van Adaeulum monticola gaat terug op Lawrence.